# Arthur (Or the Decline and Fall of the British Empire)
| Recensione       | Giudizio       |
| ---------------- | -------------- |
| AllMusic         |                |
| Ondarock         | Pietra miliare |
| Rolling Stone    |                |
| Blender          |                |
| Robert Christgau | A-             |
| Piero Scaruffi   |                |
| Adrian Denning   |                |

Arthur (Or the Decline and Fall of the British Empire) è il settimo album della band inglese The Kinks, pubblicato nell'ottobre 1969 dalla Pye Records in Gran Bretagna e dalla Reprise Records negli Stati Uniti.

## Storia
Il frontman del gruppo, Ray Davies, costruì il concept album come una sorta di "opera rock" per la colonna sonora di uno sceneggiato televisivo della Granada Television, e sviluppò la storia e i personaggi in collaborazione con lo scrittore Julian Mitchell; tuttavia, il programma venne cancellato e non andò mai in onda. Riassumendo, la trama dell'album ruota attorno a Arthur Morgan, un installatore di moquette, personaggio basato sul cognato di Ray Davies, tale Arthur Anning, ed attraverso la sua storia vengono presi in esame diversi aspetti socio-culturali della società britannica del dopoguerra.
La casa di produzione britannica Granada TV nel gennaio 1969 chiese a Ray Davies di collaborare ad una futura trasmissione televisiva in fase di produzione. Davies iniziò quindi a collaborare con lo scrittore Julian Mitchell ai testi e alla musica del programma "sperimentale", producendo la colonna sonora con la sua band, The Kinks, in modo da fare uscire l'album della stessa in concomitanza con la trasmissione. Il contratto venne finalizzato l'8 gennaio ma il progetto non venne reso pubblico fino a una conferenza stampa tenutasi il 10 marzo seguente. Separatamente, i Kinks iniziarono a lavorare alla colonna sonora, intitolando l'album Arthur (Or the Decline and Fall of the British Empire) (in italiano "Arthur (O il declino e la caduta dell'impero britannico)"). La lavorazione di Arthur ebbe luogo in un periodo difficile per la band, causato dal precedente flop di vendite del loro ultimo lavoro The Kinks Are the Village Green Preservation Society, e dalla dipartita dal gruppo del membro fondatore e bassista Pete Quaife. All'inizio del 1969, Quaife aveva comunicato alla band la sua intenzione di uscire dal gruppo, anche se gli altri membri non avevano preso seriamente le sue dichiarazioni. Quando un articolo di giornale del New Musical Express menzionò i Maple Oak, la nuova band che egli aveva formato senza informare gli altri Kinks, Davies chiese a Quaife di tornare nella band in vista delle imminenti sedute in studio per il nuovo album Arthur, ma ottenne un netto rifiuto. Come sostituto, Davies chiamò il bassista John Dalton, che aveva già sostituito Quaife in qualche sporadica occasione precedente.
L'11 aprile 1969, Davies si recò in America agli United Recording Studios di Los Angeles, in California, per produrre l'album Turtle Soup dei The Turtles insieme all'ingegnere del suono Chuck Britz. Mentre era a Los Angeles, Davies partecipò al negoziato per porre fine al blocco dei concerti dei Kinks in terra statunitense che era stato posto dalla American Federation of Musicians nel 1965. Anche se non venne mai chiarito il motivo ufficiale di tale provvedimento punitivo, è stato ipotizzato che fosse da imputarsi al comportamento rude, selvaggio e maleducato dei membri del gruppo sul palco durante le esibizioni. Dopo varie riunioni alle quali presenziò Davies, il sindacato dei musicisti tolse il veto, aprendo uno spiraglio alla band con l'opportunità di tornare ad esibirsi in America. Quando le sessioni per l'album dei Turtles ebbero fine, Davies ritornò in Inghilterra. Mentre Davies era all'estero, gli altri membri dei Kinks avevano iniziato le sedute in studio per il nuovo album di prossima pubblicazione, e anche quelle per l'album solista del chitarrista Dave Davies, scherzosamente intitolato A Hole in the Sock of ("un buco nel calzino di"). All'arrivo di Ray, i Kinks si riunirono a Borehamwood, nell'Hertfordshire, per iniziare ufficialmente la registrazione di Arthur.

## Registrazione
Il gruppo iniziò le registrazioni vere e proprie il 1º maggio 1969. Le prime tracce alle quali lavorarono furono Drivin', intensa come loro prossimo singolo, e Mindless Child Of Motherhood, scritta da Dave Davies (quest'utltima sarebbe finita sul lato B del 45 giri di Drivin', e non venne inclusa nell'LP). I Kinks completarono una prima versione dell'intero Arthur in due settimane. La registrazione venne interrotta perché la band si recò a Beirut, in Libano il 17 maggio per suonare in tre concerti al Melkart Hotel; le sessioni per Arthur ripresero il giorno successivo al loro ritorno, e la maggior parte dell'album venne completata entro la fine del mese. Il missaggio e le varie sovraincisioni iniziarono ai primi di giugno, con l'ausilio dell'arrangiatore Lew Warburton. Nel frattempo, i Kinks suonarono ancora in qualche concerto in Inghilterra nel resto del mese, ma dedicarono la maggior parte del tempo rimanente a finire l'album solista di Dave Davies.
La scrittura del programma televisivo per la Granada TV proseguì nel corso di maggio e giugno, e il 15 giugno venne completato il missaggio dell'album solista di Dave Davies (che però non vide mai la pubblicazione). In una conferenza stampa venne annunciata l'uscita di Arthur per la fine del luglio 1969. Appena Davies e Mitchell ebbero completato il loro copione, il progetto televisivo Arthur subì un'improvvisa accelerazione, e il regista Leslie Woodhead venne scelto per la regia. All'inizio di settembre la produzione era pronta per iniziare, e la messa in onda avrebbe dovuto verificarsi alla fine del mese, ma tutto il progetto venne rinviato a data da destinarsi. All'inizio di ottobre Ray Davies volò negli Stati Uniti portando con sé i nastri del nuovo album da consegnarsi alla Reprise per la pubblicazione di Arthur in America. La pubblicazione del disco venne fissata per il 10 ottobre, e i Kinks iniziarono i preparativi per il tour promozionale statunitense in supporto all'album. Lo show televisivo della Granada venne definitivamente cancellato in dicembre a causa dell'impossibilità del produttore di garantire la copertura finanziaria al progetto. Sia Davies che Mitchell rimasero alquanto delusi avendo dedicato alla sceneggiatura circa un anno di lavoro "buttato via a causa della burocrazia e degli intrighi politici interni alla compagnia".

## Accoglienza
Arthur venne accolto da unanimi consensi alla sua pubblicazione ricevendo recensioni molto favorevoli. Ricevette anche molta attenzione da parte della stampa statunitense, con articoli dedicati su riviste quali Fusion, The Village Voice, e Rolling Stone ("che definì il disco il miglior album britannico del 1969").
Il disco, anche se non fu un vero e proprio successo commerciale, diede l'opportunità ai Kinks di riaffacciarsi nella classifica USA raggiungendo la posizione numero 105 nella Billboard Hot 100. Il precedente album della band, l'acclamato dalla critica The Kinks Are the Village Green Preservation Society, aveva fallito l'entrata nella classifica americana. Sorprendentemente invece, in Gran Bretagna l'album non entrò nemmeno in classifica.
L'album venne acclamato dalla critica musicale all'epoca della sua pubblicazione, specialmente dalla stampa rock statunitense. Venne confrontato favorevolmente con altri lavori dell'epoca, come Tommy degli Who, pubblicato poco tempo prima. Sulla rivista Rolling Stone, Arthur venne recensito ampiamente godendo di ampio spazio nella sezione principale del giornale, con recensioni da parte di Mike Daly e Greil Marcus. Daly definì il disco "un album capolavoro ad ogni livello, l'opera migliore di Ray Davies, e il più grande traguardo artistico dei Kinks". Anche Marcus lodò l'album, dicendo: "meno ambizioso di Tommy, e maggiormente musicale... Arthur è indubbiamente il miglior disco rock britannico del 1969. Esso dimostra che Pete Townshend ha ancora mondi da conquistare e che i Beatles devono ancora darsi da fare parecchio". Una recensione ad opera di Sal Imam presente sulla rivista Fusion di Boston affermava: "se Tommy è la miglior opera rock di sempre, allora Arthur è sicuramente il miglior musical rock". Scrivendo nella sua rubrica Consumer Guide sul The Village Voice, Robert Christgau recensì favorevolmente il disco, anche se espresse qualche perplessità sui testi di Ray Davies.
L'accoglienza in Gran Bretagna fu molto meno calda, sebbene molti critici recensirono favorevolmente l'opera.
Successivamente il disco venne ritenuto un classico. Stephen Thomas Erlewine di AllMusic scrisse che Arthur è "uno dei migliori e più riusciti concept album della storia del rock, come anche uno dei migliori e più influenti dischi pop britannici della sua epoca", e nel 2003 Matt Golden di Stylus lo definì "la miglior opera rock di sempre". Adrian Denning ne parlò come di un album "bello... pieno di grandi canzoni dei Kinks e senza nessun riempitivo". Nel 1999 la rivista musicale messicana Switch inserì Arthur nella sua lista "100 Best Albums of the 20th Century", e nel 2003 Mojo posizionò l'album nella sua lista dei "Top 50 Most Eccentric Albums".

## Copertina
L'album venne pubblicato il 10 ottobre 1969 sia in Gran Bretagna che negli Stati Uniti. L'artwork per Arthur venne ideato da Bob Lawrie. L'album fu confezionato con una copertina apribile, ed includeva un inserto raffigurante un disegno caricaturale della Regina Vittoria (con in mano una casetta dalla cui finestra appare Arthur Morgan, il protagonista del concept del disco), con i testi delle canzoni sul retro. Le note interne dell'edizione britannica furono scritte da Geoffrey Cannon e Julian Mitchell; mentre quelle dell'edizione statunitense furono sostituite da quelle opera del critico rock John Mendelsohn.

## Contenuti
La storia narrata nel disco è parzialmente ispirata alla sorella maggiore dei fratelli Davies, Rose, che emigrò in Australia nel 1964 insieme al marito Arthur Anning. La sua partenza devastò Ray Davies, e gli ispirò la canzone Rosie Won't You Please Come Home, inclusa nell'album del 1966 Face to Face. Il protagonista dell'album, il personaggio fittizio Arthur Morgan, modellato appunto su Arthur Anning, è un installatore di moquette la cui difficile situazione economica nell'Inghilterra del secondo dopoguerra è un espediente per rappresentare le contraddizioni e le ingiustizie della società britannica dell'epoca. Lo scrittore Julian Mitchell dettagliò la storia delineando il personaggio nelle esaustive note interne da lui scritte per l'edizione inglese dell'LP:
Davies avrebbe successivamente commentato nella sua autobiografia intitolata X-Ray, di come Arthur Anning gli disse di aver capito che il personaggio di Arthur era ispirato a lui, ma di essersi sentito lusingato dall'attenzione ricevuta anziché offendersi. Con un sottofondo di nostalgia, i brani presenti sull'album descrivono l'Inghilterra di un tempo conosciuta da Arthur e i bei tempi andati (Victoria, Young and Innocent Days), la promessa di una vita migliore in Australia per lui e i suoi figli (Australia), la pochezza e la vacuità della sua superficialmente confortevole vita quotidiana nella sua casa (Shangri-La), la forza morale del popolo britannico durante la seconda guerra mondiale (Mr. Churchill Says), le privazioni del periodo di austerità nel dopoguerra (She's Bought a Hat Like Princess Marina), e l'insensata morte del fratello nella prima guerra mondiale (le antimilitariste Yes Sir, No Sir, e Some Mother's Son).

## Tracce
- Tutti i brani sono opera di Ray Davies, eccetto dove indicato diversamente.

Lato 1
1. Victoria – 3:40
2. Yes Sir, No Sir – 3:46
3. Some Mother's Son – 3:25
4. Drivin' – 3:21
5. Brainwashed – 2:34
6. Australia – 6:46

Lato 2
1. Shangri-La – 5:20
2. Mr. Churchill Says – 4:42
3. She's Bought a Hat Like Princess Marina – 3:07
4. Young and Innocent Days – 3:21
5. Nothing to Say – 3:08
6. Arthur – 5:27

Bonus tracks (Castle 1998, Sanctuary 2004)
1. Plastic Man (Mono mix) – 3:04
2. King Kong (Mono mix) – 3:23
3. Drivin' (Mono mix) – 3:12
4. Mindless Child of Motherhood (Mono mix) – 3:16 (Dave Davies)
5. This Man He Weeps Tonight (Mono mix) – 2:42 (Dave Davies)
6. Plastic Man (Alternate stereo version) – 3:04
7. Mindless Child of Motherhood (Stereo mix) – 3:16 (Dave Davies)
8. This Man He Weeps Tonight (Stereo mix *) – 2:42 (Dave Davies)
9. She's Bought a Hat Like Princess Marina (Mono mix) – 3:07
10. Mr. Shoemaker's Daughter (Traccia inedita dell'album solista di Dave Davies) – 3:08 (Dave Davies)

- * Una versione stereo difettosa (a causa di un errore di masterizzazione) fu inclusa nella ristampa della Castle Records del 1998. Il problema venne risolto nelle successive ristampe[32]

## Formazione
The Kinks
- Mick Avory – batteria, percussioni
- John Dalton – basso, cori
- Dave Davies – chitarra elettrica, voce in Australia e Arthur, voce solista nelle canzoni da lui scritte, cori
- Ray Davies – voce solista, chitarra ritmica, tastiere (clavicembalo e pianoforte), produzione

Produzione
- Lew Warburton – arrangiamento fiati e archi
- Andrew Hendriksen – ingegnere del suono
- Brian Humphries – ingegnere del suono in Drivin'
- Bob Lawrie – art director